# مقاطعة أسومبتيون (لويزيانا)
مقاطعة أسومبتيون (بالإنجليزية: Assumption Parish, Louisiana)‏ هي إحدى مقاطعات ولاية لويزيانا في الولايات المتحدة. تأسست سنة 1807، وتبلغ مساحتها 944 كم2، بلغ عدد سكانها 23421 نسمة في عام 2010 حسب إحصاء مكتب تعداد الولايات المتحدة وتصل الكثافة السكانية فيها 27 نسمة/كم2.

## وصلات خارجية
- United States Counties